# Sashalom
Sashalom 1950 óta Budapesthez tartozó, egykor önálló település, ma városrész a XVI. kerületben.

## Fekvése

### Határai
Lőcs utca a Budapesti úttól – Sasvár utca – Futórózsa utca – Veres Péter út – Jókai Mór utca és meghosszabbított vonala – Pesti határút – Sárga rózsa utca – Veres Péter út – MÁV Körvasút – Budapesti út (páratlan oldal) a Lőcs utcáig.

### Közlekedés
A 8-as, 9-es HÉV-vel érhető el a leggyorsabban és a legkényelmesebben. Az Örs vezér terétől számos buszjárattal is megközelíthető.

## Története

### Előzmények
Egyes források szerint a 16. században Farkashalom néven említik népnyelven, mivel a cinkotai, keresztúri és pesti határok mentén a török időkben a legenda szerint egy Farkas nevű vitéz volt eltemetve. Lantos Antal helytörténész ezt a helyet két, 1325-ben keletkezett okirat és az 1701-es bejárás alapján a mai Sárgarózsa és Pesti határút találkozásához helyezi, és állítása szerint a Sashalomnak nevet adó domb ettől 3 km-re van. Ami biztos, hogy míg az 1850-es évek térképein még kizárólag a határhegy vagy Határihegy (hiszen a település határában magasodik), addig az 1880-as években készült III. katonai felmérés térképén már a Sashalom (Határi hegy) elnevezés szerepel.
Cinkota – ahova Sashalom területe is tartozott az 1923-as önállósulása előtt – 1259-től a Nyulak szigeti Domonkos-rendi apácák tulajdona volt. Sokáig semmilyen elnevezést sem találtak, sem iratokban, sem térképen a későbbi település részeinek megnevezésére, mígnem egy 1852-es német nyelvű (Bécsben kiadott) térképen már három hely is megnevezésre került: a már említett Határhegy (ahol az 1950-es évek óta a XVI. kerületi önkormányzat által használt épület is áll) Cinkota és Szentmihály határán, a Lucska tanya (később major, az 1929 óta Hősök fasora nevű út irányában délre) a Kerepesi út déli oldalán és a Wirtshaus csárda (a későbbi Nagyicce fogadó régi épülete, amit gyakran tévesztenek össze a mindössze egy kilométerrel Pest belvárosa felé volt Rákos Wirtshausal), mely utóbbi kettő környezetében a 19. század második felében már lakosoknak kellett lenniük. Az 1860-as schematismusban Praedio Rétesi 10 fővel, az 1892-esben Réti-puszta 17 fővel, míg az 1901-esben már Réti-puszta (alias Lucska) 45 fővel szerepel. A Czinkotai Nagy Itze megnevezést először az 1867-es schematismusban írták le, ami 9, 1900-ban 12 fő létszámú volt. Ezt követően már a később is ismert, Sashalmot alkotó telepek nevei szerepelnek az 1900-as népszámlálás kimutatásában – e szerint Ehmann-telepen 226-an; Huszka-telepen 114-en; Lucska-majorban 46-an laktak. A századforduló körüli térképeken egyértelműen kitűnik, hogy addig, ezek mellett csak a Szentmihályra vezető utak mentén jöttek létre betelepült részek.
Az előbbiekhez az vezetett, hogy az elvesztett szabadságharc és az 1867-ben megtörtént kiegyezés után 1872-ben Buda, Óbuda és Pest egységes főváros lett, ahol központosodott az államigazgatás, és a gazdaság elindult a tőkés ipari fejlődés útján. Így hatalmas munkaerőigény keletkezett a gyárakban és a központi államigazgatásban, aminek a közellátás mellett olcsó lakhatási lehetőségeket – melyre a Pestet körülvevő területek alkalmasnak mutatkoztak – majd az ahhoz megfelelő közlekedés kialakítását kellett megteremteni. Sashalom kialakulására nagy hatással volt, hogy az ezzel egy időben a környező Rákosfalván, illetve Mátyásföldön és Rákosszentmihályon hasonló tulajdoni és területi változások, építkezések és az úthálózat fejlődések. Az akkor még mocsaras területeken átvezető utakat a sashalmi dombon bányászott sóderrel töltötték fel. A BHÉV fejlesztést a cinkotai vonalon pedig az is megkönnyítette, hogy a sínpályáihoz szükséges terület Budapest határától Cinkotáig ekkor még többségében egyetlen tulajdonos, Beniczky Gábor tulajdonában állt.

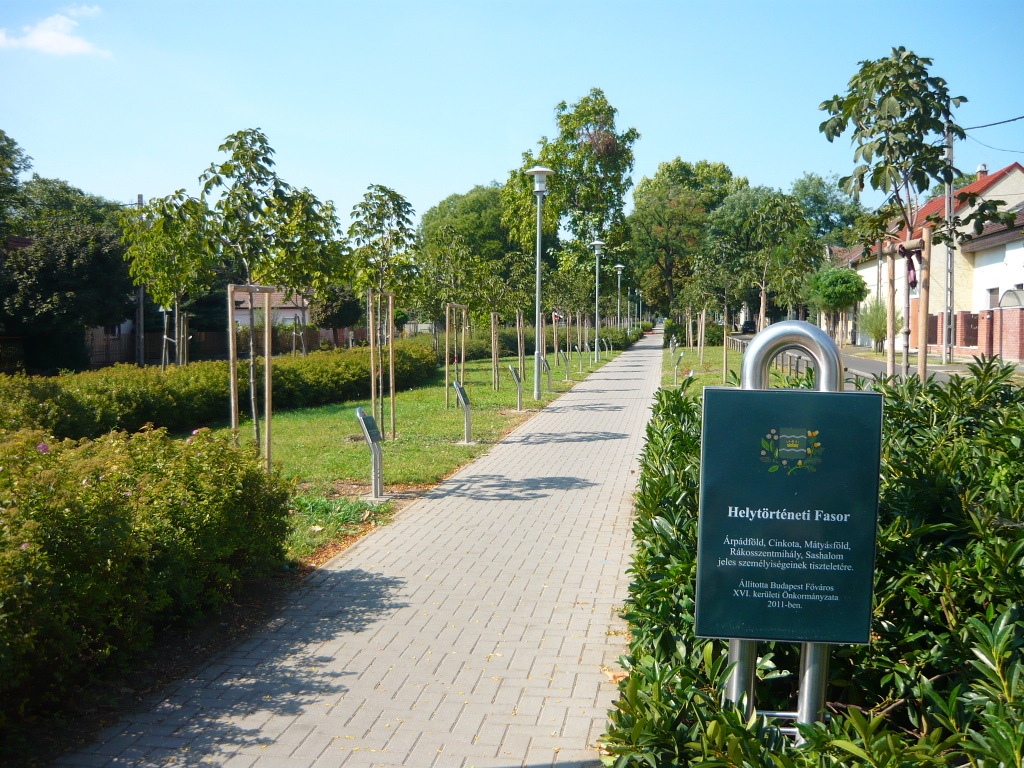
Az egykori HÉV vágányok helyére épített Helytörténeti Fasor Sashalmon (Budapest XVI. kerülete)

Miután Ehmann Viktor – aki a Cinkotai Nagyicce nevű vendéglőnek előbb bérlője, majd tulajdonosa volt – elsőként ismerte fel, hogy nagy részben mocsaras területet lecsapolva (ami ugyanakkor még hosszú ideig kísértette) és kis telkekre parcellázva igen értékessé tehető. Így közel 40 év alatt Beniczky Gábortól – majd 1894-es öngyilkosságát követően (miután rendezték a vagyonmegosztást unokahúga, gróf Pejácsevics Márkné Beniczky Mária és a haszonélvezeti joggal rendelkező özvegy Beniczkyné Batthyány Ilona között) az örököseitől – és Cinkota községtől felvásárolták a területet, ami akkor még Cinkotához tartozótt. Az 1880-as évek végétől kezdődően Huszka Gyula, cinkotai főjegyzővel együtt – akivel gyermekeik összeházasodásával rokonokká is váltak – megkezdték a lecsapolást és felparcellázást. A Veres Péter út északi oldalán elterülő földek Batsányi úttól keletre eső részét Huszka, a Pest felé esőt Ehmann. Az ezeken a részeken alakuló telepeket később róluk nevezték el, bár aztán, a könnyebbség kedvéért először csupán ezt a kettőt, majd a későbbi Sashalom egészét Ehmann-telepnek nevezték egy időben.
A HÉV vonalai közül az elsők között építették ki a cinkotait 1888 nyarára. A vasút megindulása után a terület gyorsan fejlődött. Megépült Rákosszentmihályról a mai Nagyicce megállóhelyig egy keskeny nyomtávolságú lóvasút is, ami 1913-ig működött. 1889 őszéig elkészült a Körvasút is, ám ekkor még csak teherforgalom volt rajta (és csak 40 évvel később, a személyforgalom megindulásával együtt kapott Sashalom megállóhelyet az akkori Cinkotai (ma Budapesti) határútnál).
A Sashalom szó, mint településre utalás először 1907-ben egy kérvényben jelent meg, miszerint a BHÉV Almásy Pál-telep állomásának nevét az azon területet jelző »Sashalom«-ra változtassák, melyet el is fogadtak. Hasonlóképpen jártak el az akkor Rákosszentmihály állomás név megváltoztatásával is, ami azóta is a Nagyicce nevet viseli. A fejlődés következtében még egy, harmadik HÉV-állomás megnyitására is sor került – melyet 1970-ben szüntettek meg – Kossuth Lajos tér néven.

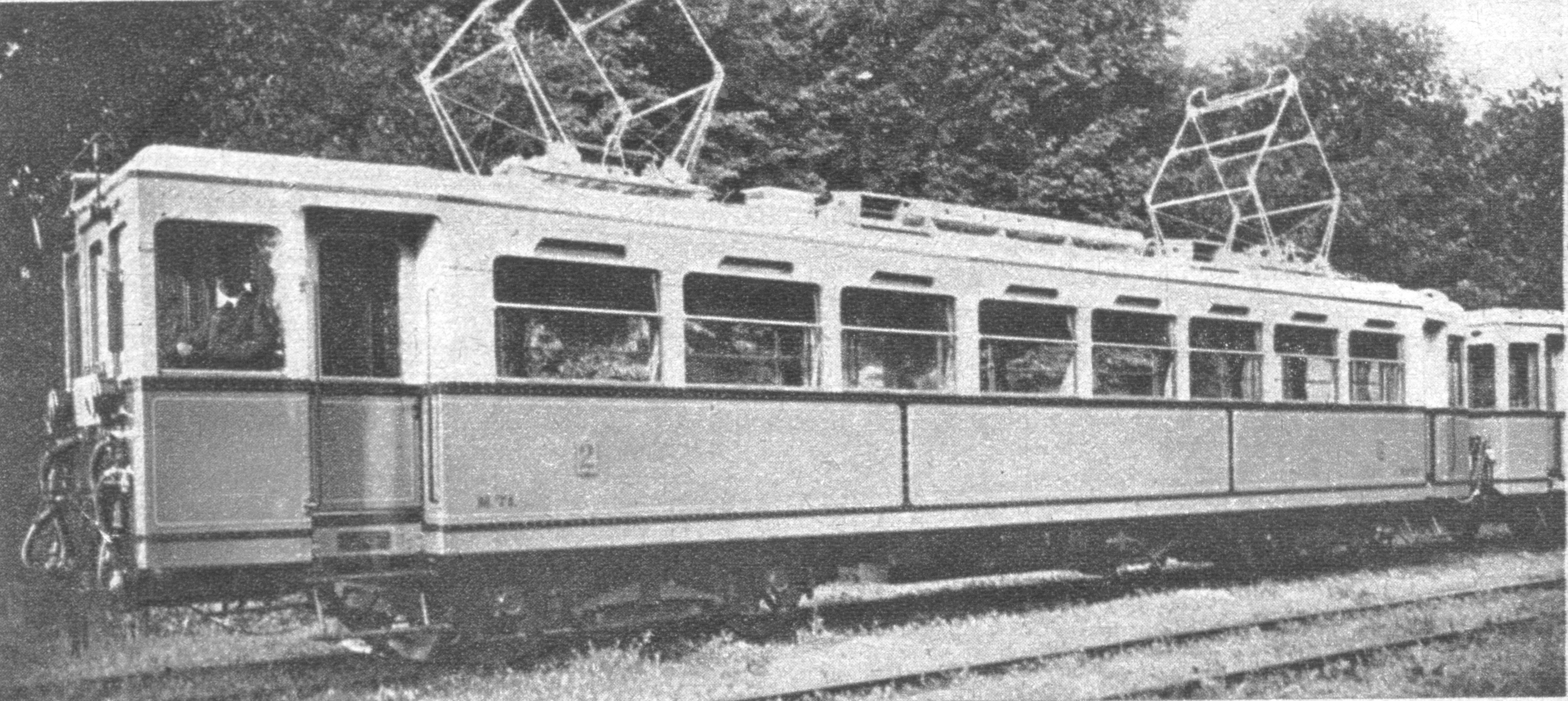
Az új gödöllői Helyi Érdekű Vasút motorkocsi (1930 előtt)

1907-1911 között lassanként az érdekek mentén (iskola, egyház, postahivatal, vízrendezés és további parcellázások, BHÉV villamosítása és kivezetése Gödöllőig, majd ezzel a telep villamosítása, iparosodása) kialakult egy igény az önállósulás felé.
Először 1919 májusában nyerte el az eddigre már 6000 lakossal rendelkező telep az önállóságot a belügyi népbiztostól, Sashalom néven, mely csupán – papíron – 4 hónapig tartott Cinkota és Sashalom igen jelentős (területi, adózási kérdésekből adódó) ellentéte miatt. Előbbi mezőgazdasági tevékenysége miatt, míg utóbbi elsősorban ipari és szellemi foglalkozású lakossága miatt más jellegű fejlesztésekben volt érdekelt.
Cinkotából végül 1923. január 20-án vált ki önálló nagyközségként.

### Önálló település (1923–1950)
Ez után többször előkerült más nagyközségekkel való egyesülés, sőt a várossá válás gondolata is. Az 1920-1950-es évek rendkívül sok politikai és társadalmi változása a nagyközségre is hatást gyakorolt. Önállósága, a nehézségek ellenére is sikeresnek mondható, kialakult segélyezési rendszerével, kulturális és civil egyesületeivel, életével, ipari és társadalmi fejlődésével.
Nagy-Budapest terve már 1903-tól fölmerült a fővárosban, több határvonal mentén, melynek – biztos pontként – az Ehmann-telep (vagyis Sashalom) mindig részét képezte. Megvalósítására azonban csak jóval később került sor: 1950. január 1-jétől Sashalmot (is) Budapesthez csatolták. Az ekkor hatályba lépett rendelettel Rákosfalvának a körvasúttól északra fekvő területe az újonnan alakult XVI. kerület Sashalom városrészéhez került.

### Telepek nevei ezen a területen 1890-1950 között
Ehmann-telep (a HÉV-től északra fekvő területeken, de sokáig egész Sashalom területét is ezen a néven említik), az 1900-as évek elején ebből szakad ki:
a Huszka-telep és 
majdnem ugyanakkor a Tuszkulánum (1911), a későbbi Újmátyásföld;
Nagyitcze telep (az úgynevezett Lucska-majornál), ami területén épült
a (volt katonai) Barakk-telep (1915), később Kislakás, majd Állami lakótelep (az 1960-as években ezen a területen épült fel a Lándzsa utcai lakótelep);
és Új telep (vagy Dühöngő, még a parcellázás előtt, az uralkodó erős széljárás miatt) – a két utóbbi településrész nevét csak 1928-ban hagyták jóvá.

## Gazdaság
- A Nagyicce fogadótól Rákoskeresztúr irányában, az első világháború alatt fogolytábornak készült kő- és fa épületekből álló barakktábora még a háború alatt a repülő-csapatok anyagszertára lett, amiben műhelyek, raktárak és gyárhelyiségek 1915-től a HÉV-től kiágazó iparvágány is vezetett[8] – amikhez – kaptak helyet. Először 1919-ben ideiglenesen, mint a 32. sz. népfelkelési barakktáborban orosz és ukrán rokkantakat és hadifoglyokat helyeztek el,[9][10] majd nagyobb részben az 1930-as években, a gazdasági hanyatlás után rendeztek be szükséglakásokat és telepítették oda a Budapesten kilakoltatott, vagy el nem helyezhető szegény családokat. A 35 katasztrális hold és 259 négyszögöl kiterjedésű ingatlant 1922-ben az Országos Lakásépítő Bizottság vette át, 1929-től pedig a Magyar Királyi Népjóléti és Munkaügyi Minisztérium kezelte ezeket az épületeket. Az így keletkezett sashalmi állami lakótelepet, számos közigazgatási és rendészeti problémát okozva, többek között a nagyarányú munkanélküliek ellátása és a közművesítés elmaradottsága miatt sem Budapest nem akarta befogadni, sem pedig Pest-Pilis-Solt-Kiskun vármegye nem kívánta felvállalni költségeit.[11][12][13] 1961-ben aztán ennek helyén kezdték el építeni a Lándzsa utcai lakótelepet.[14]
- 1918-ban Sashalmon a Hősök fasora 20. szám alatti gyártelepén kezdte meg működését a Continental Film később Fotóipar Részvénytársaság, amely nyers filmek, valamint fotokémiai és vegyészeti cikkek gyártásával és forgalomba hozatalával foglalkozott. Az alapító tagok között ott találhatjuk dr. Schuller Imrét és Rott Andort is. 1923-ban 20-30 000 méter pozitívet gyártott naponta, azonban 1923. május 1-jével, amikor az Atlantica tröszt nevű főrészvényes kivált a nyersfilmgyárból, Oplatkáék a legnehezebb körülmények között tarthatták csak fönn még egy ideig a filmgyárat. Így már nem tudták felvenni a versenyt a külföldi olcsóbb filmgyártókkal (mint az Agfa, Tenax és Kino).[15] 1931-től, hogy megmentsék az 1925 óta[16] felszámolás alatt álló gyárat fonóipari munkálatokat is végeztek az alapító-felszámoló Oplatka Ferenc irányítása alatt. Halála után[17] 1936-ban Szenes László vette át az üzem vezetését[18] Rex az első magyar filmtekercs és lemezgyár néven.[19]
- Az Orion vállalat műszerkészítő részlegéből alakult az Elektronikus Mérőkészülékek Gyára (EMG). A gyárat eredetileg az újpesti Baeder szappangyárban helyezték el, majd 1951-ben a sashalmi úgynevezett Ehmann-telepen a József Attila-Ond vezér útja és a Határerdő által határolt területen jelölték ki a gyár új telephelyét. A gyár 1954-től 1995-ig az új telephelyen működött. Az EMG a magyar elektronikai ipar megteremtője volt. Sashalom legnagyobb munkáltatójaként több mint 2000 alkalmazottat foglalkoztatott, ebből 200 felett volt a mérnökök száma. 237 elfogadott szabadalmával a hazai műszaki fejlesztés élvonalába tartozott. Itt készültek a hazai elektronikai ipart megalapozó generátorok, oszcilloszkópok. Itt fejlesztették ki és gyártották az egyetlen hazai fejlesztésű számítógépet az EMG 830-at és a Hunor CNC szerszámgépvezérléseket. A gyárat a rendszerváltás után felszámolták. (Most „EMG ipari park” van a helyén).

## Fontosabb közterületek
- Veres Péter út
- Kertvárosi olimpikonok parkja – Sashalmi sétány (a polgármesteri hivatal és a piac közötti részen)[20]
- a Trianon-emlékmű kis parkja a Budapesti út, a Batsányi János út és a József utca találkozásánál
- Sashalmi-erdő tanösvény

## Érdekességek
A Sasvár utcai Krisztus Király plébániatemplom telkét még 1910-ben Ehmann Viktor és neje ajándékozták az építkezéshez. Az alap megteremtése után Kismarty-Lechner Loránd díjazás nélkül elkészített tervei alapján Rieger Miklós vezetésével csupán 1927-ben kezdődött meg, majd 1931-ben szentelték fel a neoromán stílusú épületet. 1936-ban készült el az addig csonkán álló torony, ami toronysisakja a második világháborúban megsérült, renoválása 1963-ban történt meg. A templomot 1939-ben emelték plébániai rangra és ugyanebben az évben festették ki. 1983-ban a templomhoz simuló plébániaépülettel, 2004-ben pedig a Meszlényi Zoltánról elnevezett közösségi házzal egészült ki. Arra csupán később derült fény, hogy 1943-ban az azóta boldoggá avatott esztergomi segédpüspök szentelte fel a főoltárt, ő helyezte el és hitelesítette az oltárban található ereklyét is.
Több látványosság mellett Sashalom és a mellette található Reformátorok tere is bekerült Bartos Erika Brúnó Budapesten sorozatának 2019 áprilisában megjelent negyedik, Pest fényei lépésről lépésre című kötetébe – amiben Pest külső részeit mutatja be mesében és rajzokon.

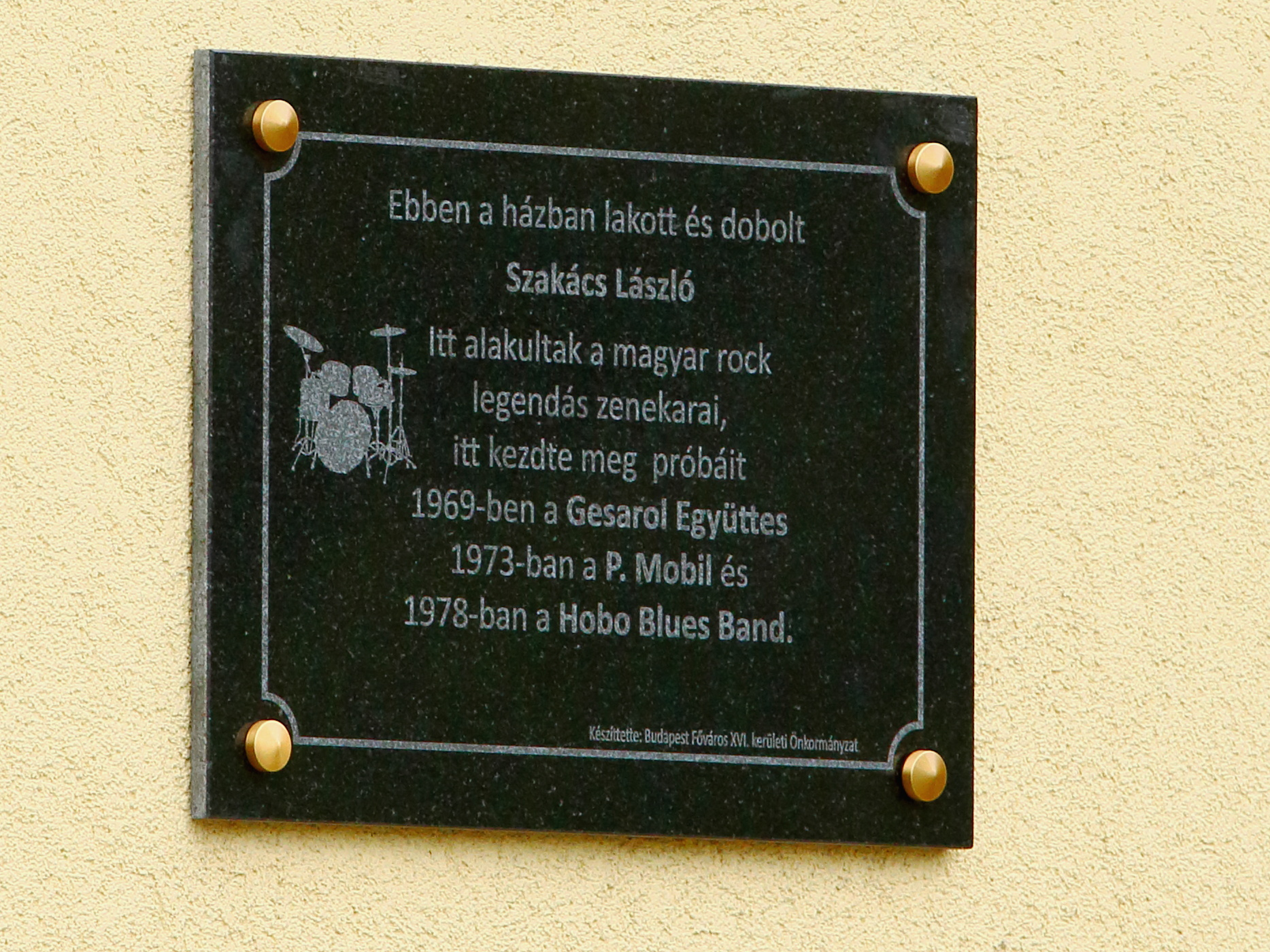
Emléktábla a Sasvár utca 52 házfalán

A Sasvár utca 52. pincéjében, Szakács László dobos egykori lakhelyén volt a Haus Byrds, a Gesarol, a P. Mobil, az Ikarus, a Hobo Blues Band és egyéb sashalmi zenekarok próbaterme, illetve megalakulási helye. 2022. október 18-án ennek emléket állítva, Budapest Főváros XVI. kerületi Önkormányzatának szervezésében a házfalon táblát avattak.

### Ismert emberek
- Kardos Árpád (1862–1939[30]) kertész, Sashalom „őslakója”. Jelentős munkát fejtett ki a magyar díszkertészet és a kertészeti szakirodalom fejlesztésében. Emellett ornitológiával, és török nyelvészettel is foglalkozott, török–magyar szótára kéziratban maradt.[31]
- Hernádszurdoki Mihalik József (József Miĥalik, 1883–1959) tanítóképző intézeti tanár, eszperantista, az 1929-ben Budapesten megrendezett 21. Eszperantó Világkongresszus fő szervezője és a Magyar Eszperantó Pedagógiai Társaság alapítója nevét  emléktábla őrzi egykori lakóháza közelében, annak az annak telkén álló Sashalmi sétány 44. falán.[32][33]
- Amerigo Tot (1909–1984), világhírű szobrász családja 1921-ben költözött Sashalomra, ahol édesapja az 1950-es államosítás idején 8 házat vásárolt, ám akkor teljes vagyonukat elvették tőlük.[34]

## Képgaléria

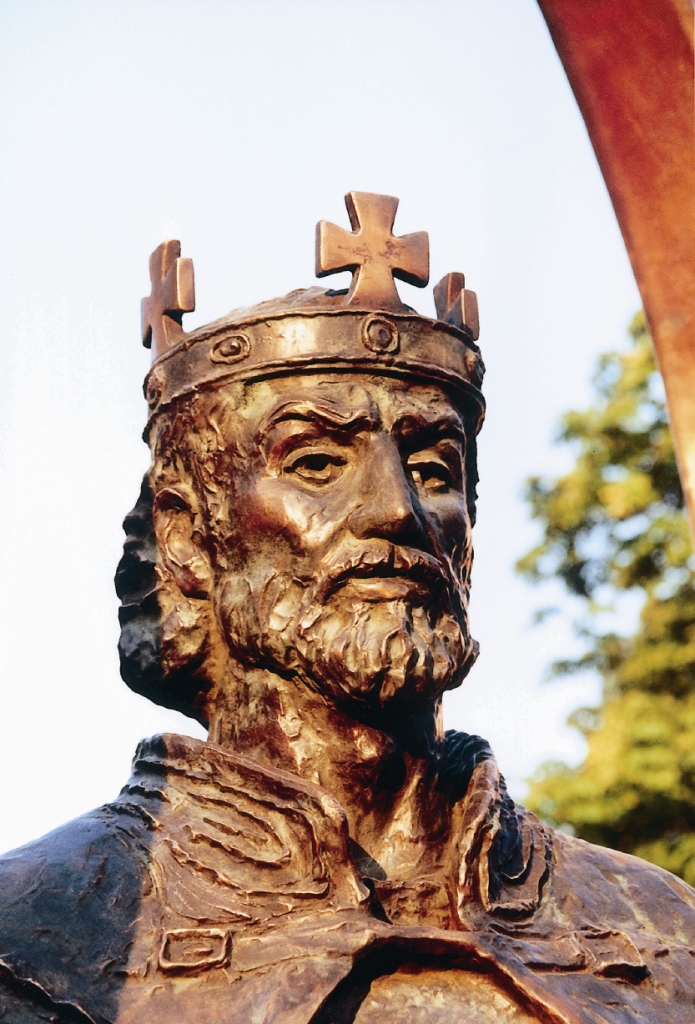
Szent István szobor, Törley Mária alkotása (részlet)
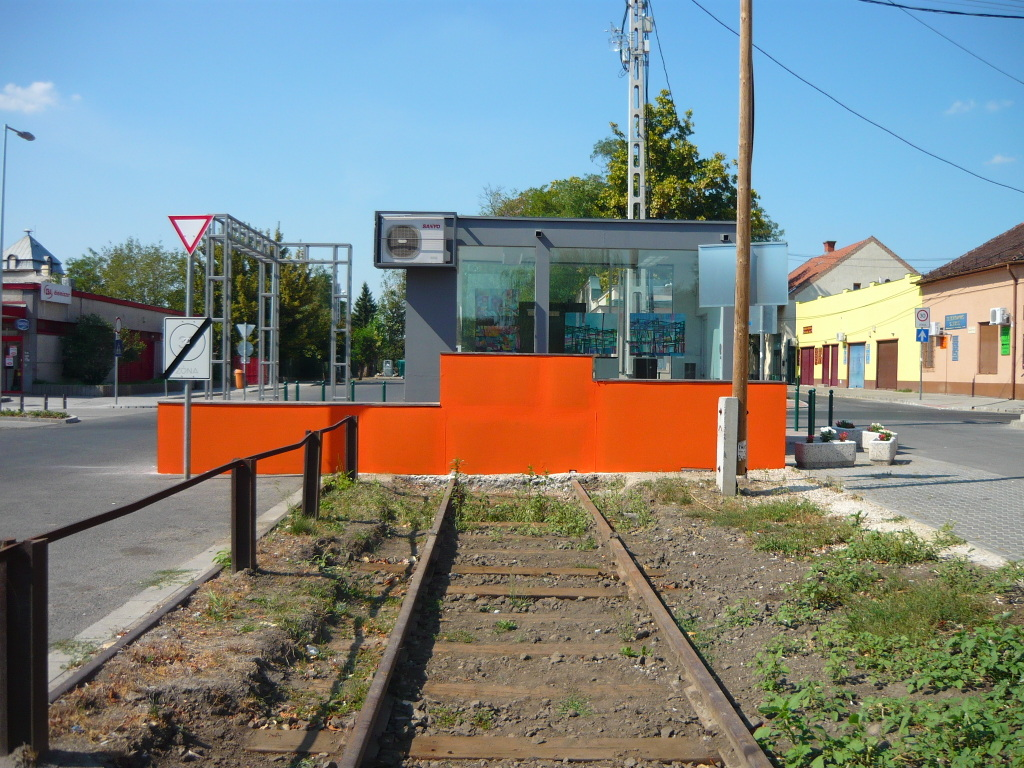
A HÉV sashalmi leágazásának maradványa/vége. Manapság is használják, évente párszor ugyanis itt fordítják meg a vonal összes szerelvényét.
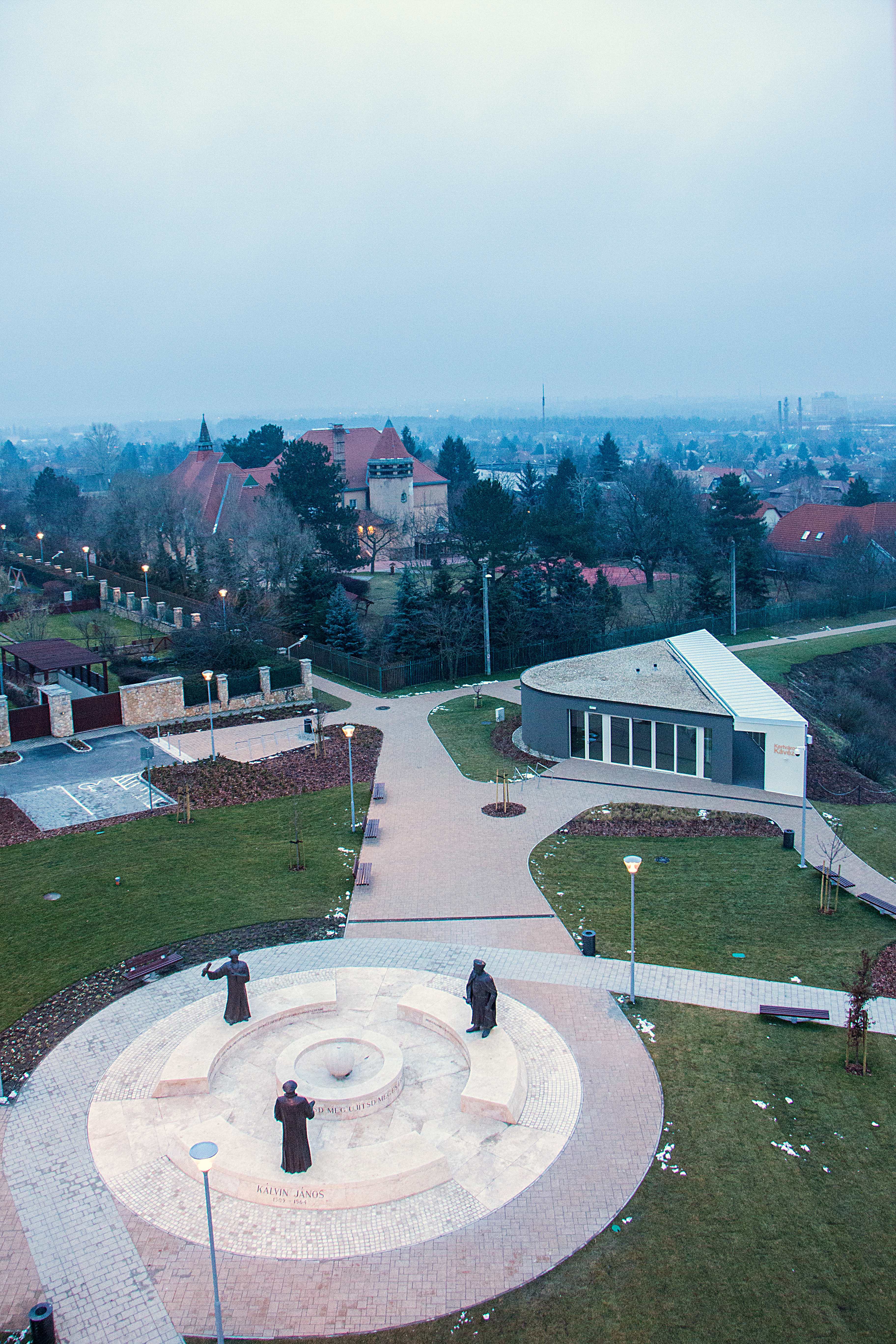
Kilátás Sashalom felé a Reformátorok tere kilátójából